# Acer syriacum
Acer syriacum é uma espécie de árvore do gênero Acer, pertencente à família Aceraceae.